# 入善町
入善町（にゅうぜんまち）は、富山県下新川郡に属する町。黒部川が形成した黒部川扇状地の中央に位置し、北は日本海に面している。地下水が湧出する海岸に近い平地にわずかに残る「杉沢の沢スギ」は全国的にも珍しく、国の天然記念物に指定され、全国名水百選にも認定されている。

## 地理
北側は日本海に面しており、海岸線は11.5 km、それを底辺とし南に尖った三角形をしている。舟見地区では旧扇状地の隆起段丘が見られる。
- 河川：黒部川、小川、舟川、入川 、平曾川
- 海：日本海
- 山：負釣山、舟見山、園家山

### 隣接している自治体
- 黒部市、朝日町

## 歴史
- 1889年（明治22年）4月1日 - 町村制の施行により、下新川郡入膳村、入膳新村、元青島村、君島村及び神林新村の区域をもって、下新川郡入善町が発足する。当時の村の面積は6.14m2[2]。
- 1935年（昭和10年）10月3日 - 東洋紡績（現・東洋紡）入善工場の落成式を挙行[3]。
- 1953年（昭和28年）10月1日 - 下新川郡入善町、上原村、青木村、飯野村、小摺戸村、新屋村、椚山村及び横山村が合併して、下新川郡入善町が発足する。当時は県内最大規模の町であった[4]。
- 1956年（昭和31年）5月10日 - 財政再建団体となる[5]。
- 1959年（昭和34年）1月1日 - 下新川郡舟見町を編入する。この時点での人口は36,472人[6]で、黒部市の市制施行時の32,329人[7]を上回っていた。しかし1958年8月以降の市制施行の要件が人口3万人から5万人に変更されていたため、市制施行には至らなかった[4]。
- 1971年（昭和46年）4月27日 - 入膳3255番地に町役場が完成し、同年5月8日に竣工式[8]（鉄筋コンクリート造4階建て、延床面積4,125㎡）[9]。
- 2024年（令和6年) 5月26日 - 入善町中央公園北側に新庁舎が完成し竣工式が行われる。また、同年5月27日より業務が開始される[10]。

## 人口
| |                                        |  |
| 入善町と全国の年齢別人口分布（2005年） | 入善町の年齢・男女別人口分布（2005年） |  |
| ■紫色 ― 入善町 ■緑色 ― 日本全国 | ■青色 ― 男性 ■赤色 ― 女性              |  |
| 入善町（に相当する地域）の人口の推移 \| 1970年（昭和45年） \| 27,638人 \| \| \| 1975年（昭和50年） \| 28,542人 \| \| \| 1980年（昭和55年） \| 29,163人 \| \| \| 1985年（昭和60年） \| 29,551人 \| \| \| 1990年（平成2年） \| 29,625人 \| \| \| 1995年（平成7年） \| 28,886人 \| \| \| 2000年（平成12年） \| 28,276人 \| \| \| 2005年（平成17年） \| 28,005人 \| \| \| 2010年（平成22年） \| 27,182人 \| \| \| 2015年（平成27年） \| 25,335人 \| \| \| 2020年（令和2年） \| 23,839人 \| \| |                                        |  |
| 総務省統計局 国勢調査より |                                        |  |
| 1970年（昭和45年） | 27,638人                               |  |
| 1975年（昭和50年） | 28,542人                               |  |
| 1980年（昭和55年） | 29,163人                               |  |
| 1985年（昭和60年） | 29,551人                               |  |
| 1990年（平成2年） | 29,625人                               |  |
| 1995年（平成7年） | 28,886人                               |  |
| 2000年（平成12年） | 28,276人                               |  |
| 2005年（平成17年） | 28,005人                               |  |
| 2010年（平成22年） | 27,182人                               |  |
| 2015年（平成27年） | 25,335人                               |  |
| 2020年（令和2年） | 23,839人                               |  |

## 行政
- 町長：笹島春人（2014年9月1日就任、3期目。元入善町議会議員[11]。2014年8月3日初当選[12]、2018年8月7日無投票再選[13]）
- 町議会：議員定数14人

### 選挙
衆議院議員選挙
- 富山県第2区

富山県議会議員選挙
- 下新川郡選挙区

## 施設

入善警察署

- 入善警察署
- 新川地域消防本部
  - 入善消防署
- みな穂農業協同組合
- 入善漁業協同組合
- 北陸銀行入善支店
- 富山第一銀行入善支店
- 富山銀行入善支店
- にいかわ信用金庫入善支店

## 経済

### 産業
- 主な産業
  - 農業：米、チューリップ、スイカ（入善ジャンボ西瓜）、ハウス雪しろねぎ、名水トマト、新川きゅうり、桃、など
  - 工業：紡績（東洋紡入善工場）、電子デバイス（トーキン富山事業所）、飲料水製造（アサヒ飲料北陸工場）、包装米飯（ウーケ、神明ホールディングス傘下）、容器製造（シロウマサイエンス）、ゴム製品（北星ゴム工業第2工場）、自動車部品製造（アイシン新和、アイシン・メタルテック）、海洋深層水産業、ミネラルウォーター採水地（エル・ジャパン「ピュアクア」）
- 産業人口

### 商業
- コスモ21

1992年12月2日完工式、同年12月3日開店。店舗面積は8,257m2（カーマ含む）で、開店当時は富山県内最大であった。
- 大阪屋ショップ入善店[16]
- きららの里（グリーンステージ）[17]
- 明文堂書店 TSUTAYA 新入善店
- ヤマダデンキ テックランド入善店[18]
- 富山日産自動車 入善店
- コメリハート&グリーン入善店
- バロー入善店
- アルビス入善店

かつて存在した映画館
1960年（昭和35年）の入善町には以下の映画館が存在した。
- 入善東映劇場
- 第二入劇
- 入善劇場

## マスメディア
- 新川地域介護保険・ケーブルテレビ事業組合（みらーれTV）
- 北日本新聞入善支局

## 姉妹都市・提携都市

### 国内
- 登米市（宮城県）
  - 2003年10月1日 旧米山町と姉妹都市提携

昭和初期に上原村や青木村などから米山村に約20戸が移住した縁で交流があり、正式の姉妹都市提携に至る。提携記念に米山町からダチョウ（アフリカンブラック）が贈呈された。ダチョウには「善ちゃん」と「米ちゃん」と命名され、特別住民票が交付された。2005年に米山町は合併により登米市の一部となるが、姉妹都市関係は登米市に継承されている。

### 海外
- フォレストグローブ市（アメリカ合衆国オレゴン州）
  - 1989年5月12日 友好姉妹都市提携[22]

1983年（昭和58年）入善町に工場を持つ富山日本電気と電子産業が盛んなフォレストグローブ市の電子機器メーカー同士が技術交流を始めたのをきっかけとし、自治体同士の友好関係が始まる。
- 哈密市（中華人民共和国新疆ウイグル自治区）
  - 1997年6月5日 友好交流都市提携

共通する特産品を持つ縁（「入善ジャンボ西瓜」を特産品とする入善町と、「哈密瓜」を特産品とする哈密市）から、1994年に入善町より友好都市調査団が哈密市を訪問、交流を開始。

## 地域

### 地区

富山県立入善高等学校

- 入善、上原、青木、飯野、小摺戸、新屋、椚山、横山、舟見、野中の10の地区からなる。

入善
青島、神林、君島、田中、入膳、東五十里、上田
上原
上野、下上野、道市、吉原、吉原東
青木
青木、青木新、木根、目川
飯野
芦崎、五十里、板屋、上飯野、上飯野新、五郎八、笹原、下飯野、下飯野新、高瀬、高畠、東狐、道古、蛇沢、本村、神子沢
小摺戸
一宿、小摺戸、袖沢、福島、福島新、若栗新
新屋
新屋、浦山新、下山、墓ノ木
椚山
荒又、椚山、椚山新、小杉、田の又、日吉
横山
春日、藤原、古黒部、八幡、横山
舟見
舟見
野中
今江、中沢、西中、野中、古林

## 教育

### 小学校
- 入善町立入善小学校
- 入善町立上青小学校
- 入善町立飯野小学校
- 入善町立桃李小学校
- 入善町立黒東小学校
- 入善町立ひばり野小学校

### 中学校
- 入善町立入善中学校
- 入善町立入善西中学校

### 高等学校
- 富山県立入善高等学校

## 交通

入善駅

### 鉄道路線
あいの風とやま鉄道
- あいの風とやま鉄道線：西入善駅 - 入善駅

### バス路線
- のらんマイ・カー

### 道路

#### 高速道路
- 北陸自動車道：入善PA/スマートIC

#### 一般国道
- 国道8号（入善黒部バイパス暫定２車線）

#### 都道府県道
- 主要地方道
  - 富山県道2号魚津生地入善線
  - 富山県道13号朝日宇奈月線
  - 富山県道45号黒部朝日公園線
  - 富山県道60号入善朝日線
  - 富山県道63号入善宇奈月線
- 一般県道
  - 富山県道106号北羽入入善線
  - 富山県道107号小杉椚山新線
  - 富山県道108号舟見入善線
  - 富山県道109号藤原横山君島線
  - 富山県道110号高畠上飯野線
  - 富山県道111号大家庄上飯野線
  - 富山県道113号吉原入善線
  - 富山県道114号青木吉原線
  - 富山県道116号小摺戸芦崎線
  - 富山県道117号上飯野入善停車場線
  - 富山県道150号魚津入善線（旧国道8号）
  - 富山県道326号金山古黒部線
  - 富山県道327号新屋上野線
  - 富山県道375号富山朝日自転車道線

#### その他の道路
- 新川広域農道

#### タクシー
- 入善タクシー
- 丸善交通

### 船舶
- 入善漁港

## 名所・旧跡・観光スポット
- 下山（にざやま）芸術の森発電所美術館[26]（ヘリテージング100選） - 廃棄寸前の発電所を美術館に改装
- 杉沢の沢スギ（国の天然記念物）
- 入善乙女キクザクラ
杉沢の沢スギ林で発見され、2012年に命名された、静岡県の「富士菊桜」に次ぐ国内2例目の自生の菊桜（花弁が極端に多い桜）。
樹高約11m、幹周り46cm。他の菊咲き性品種に比べて花弁が細いのが特徴。4月中下旬に花を咲かせ、約2週間花を鑑賞することができる。
- 世界最古の海底林
1万年から8千年前に自生していた樹木が海水面の上昇によって海面下に沈み、それらが腐食せずに残り、立木の状態で現存する世界で唯一のもの。1980年5月4日に発見された[27]。
沢スギ自然館に一部が展示されている。
- じょうべのま遺跡（国の史跡）
- 小摺戸の大藤（県指定天然記念物）
- 下山八幡社の大藤と境内林（県指定天然記念物）
- 聖観世音菩薩立像、木造千手観世音菩薩立像、馬頭観世音菩薩立像〔十三寺〕（県指定文化財）
- 黒部川扇状地湧水群（名水百選）
- 入善町民会館（愛称、コスモホール。音響家が選ぶ優良ホール100選）
- 墓ノ木自然公園
入善町南東部、黒部川の河川敷に位置する公園。野鳥の宝庫としてバードウォッチング愛好家から知られている。キャンプ、散策、釣りや水遊びなどで利用される。
- 入善町中央公園
運動公園。陸上競技場400mトラック、野球場2面、テニスコート4面、相撲場などがあり、隣接の入善町総合体育館とともに親しまれている。
- 黒部川明日温泉
- 舟見城址館（舟見山山頂の舟見城址跡に建設された3階建ての天守閣風建物の博物館）[28]
- 入善神社

## 祭事・催事
- 芦崎えびす祭り
- 舟見七夕祭り
- 入善ふるさと七夕祭り
- 吉原恵比寿祭り（8月下旬）
- 墓ノ木たいまつ祭り
- 十三寺御開帳
- 塞の神まつり（「邑町のサイノカミ」として2010年3月、国の重要無形民俗文化財に指定）
- 新屋の大磐祭り
- 入善ラーメンまつり

## 出身有名人
- 青木新門（作家、詩人）
- 池原しげと（漫画家）
- 池原信遂（プロボクサー）
- 上田英俊（衆議院議員）
- 宇田新太郎（工学者、八木・宇田アンテナの共同発明者）
- 佐藤大樹（お笑い芸人・クマムシ）
- 沢田美紀（歌手）
- 津村謙（歌手）
- 西島梢（ミュージシャン、ナナムジカのメンバー）
- 長谷川哲夫（俳優）
- ブラック嶋田（マジシャン）
- 前田常作（画家）
- 米沢滋（日本電信電話公社第三代総裁、工学博士）＊名誉町民
- 中瀬智哉（ピアニスト）
- 愛場大介（YouTuber)[29]

## ゆかりのある有名人
- 柏原兵三（作家。1944年4月から1945年9月まで入善町に疎開）
- 花形冴美（プロボクサー、父が入善町出身で自身も住んでいた時期あり）
- 森下千里（衆議院議員で元タレント。祖父が入善町の町議会議員であった[30]）

## 入善町を題材にした作品

### 文芸
- 長い道（1969年、柏原兵三）

### 映画
- 少年時代（1990年） - 篠田正浩による藤子不二雄Aによる柏原兵三の小説『長い道』の漫画化作品の映画化。

### 漫画
- 少年時代（1978～1979年、藤子不二雄A） - 柏原兵三の小説『長い道』の漫画化作品。

### 音楽
- いつか赤いチューリップ（2006年、沢田美紀）